# Wolfgang Kittel
Wolfgang Alexander Kittel (Német Birodalom, Berlin, 1899. november 11. – Nyugat-Németország, Hessen, Bad Homburg vor der Höhe, 1967. február 27.) Európa-bajnoki bronzérmes német jégkorongozó, olimpikon.
Részt az 1928. évi téli olimpiai játékokon a jégkorongtornán. A német csapat a C csoportba került. Első mérkőzésükön 0–0-t játszottak az osztrák válogatottal, majd 1–0-ra kikaptak a svájci csapattól. A csoportban az utolsó, 3. helyen végeztek 1 ponttal és nem jutottak a négyes döntőbe. Összesítésben a 10. lettek. Kittel csak az osztrákok elleni mérkőzésen játszott.
Az 1927-es jégkorong-Európa-bajnokságon bronzérmet nyert.
Klubcsapata a Berliner Schlittschuhclub volt. 1928-ban német bajnok lett és Spengler-kupa győztes.